# NGC 5092
NGC 5092 é uma galáxia elíptica (E) localizada na direcção da constelação de Coma Berenices. Possui uma declinação de +23° 00' 00" e uma ascensão recta de 13 horas, 19 minutos e 51,6 segundos.
A galáxia NGC 5092 foi descoberta em 12 de Abril de 1867 por Heinrich Louis d'Arrest.